# Air Finland
Air Finland — финская авиакомпания. Главный офис расположен в аэропорту Хельсинки-Вантаа в городе Вантаа.
Осуществляла регулярные и чартерные рейсы. Компания была основана в 2002 году. Первый полёт произошёл 3 апреля 2003 года. В первый год своего существования авиакомпания перевезла около 89 000 пассажиров. В 2004 году было перевезено около 311 000 пассажиров. По данным за 2010 год, ориентированное количество пассажиров составляло 400 тысяч человек; в компании Air Finland работали 210 человек.
Крупнейшими кредиторами авиакомпании являлись шведская компания Svea Ekonomi, американская лизинговая компания ILFC и пенсионная страховая компания Ilmarinen.
26 июня 2012 года было объявлено, что авиакомпания прекращает свою деятельность и планирует подать заявление о банкротстве. В результате прекращения деятельности компании пострадало по крайней мере 2000 пассажиров, чьи обратные рейсы были отменены. 28 июня 2012 года суд города Вантаа объявил компанию банкротом по причине неплатежеспособности; долги Air Finland на момент банкротства составили более 12 миллионов евро.

## Флот
По состоянию на март 2011 года флот Air Finland состоял из трёх самолётов Boeing 757-200.